# Макатаев, Майман
Майма́н Маката́ев, другой вариант имени — Мейма́н (10 мая 1887, аул Карагайлы, Акмолинский уезд, Акмолинская область, Степное генерал-губернаторство, Российская империя — 16 января 1984, село Веренка, Ерейментауский район, Акмолинская область, Казахская ССР) — советский передовик сельского хозяйства, заведующий конефермой колхоза имени Ленина Эркеншиликского района Акмолинской области, Казахская ССР. Герой Социалистического Труда (1948).

## Биография
Родился в 1887 году в крестьянской семье в ауле Карагайлы Акмолинского уезда. С раннего возраста трудился в сельском хозяйстве. Во время коллективизации вступил в 1930 году в сельскохозяйственную артель «Жолбаще», в которой трудился скотником. С 1932 года — горнорабочий на руднике «Жолымбет» в Сталинском районе Карагандинской области. С 1937 года — рядовой колхозник в колхозе имени Ленина Эркеншиликского района. С 1940 года — старший табунщик и с 1947 года — заведующий конефермой в этом же колхозе.
В 1943 году призван в Армию.
Фотоматериалы про Героя
Труженики конефермы ежегодно показывали высокие результаты в коневодстве. За восемь лет колхозное поголовье лошадей выросло с 40 до 600 голов. В 1947 году коневоды под его руководством вырастили при табунном содержании 40 жеребят от 40 кобыл. Указом Президиума Верховного Совета СССР от 23 июля 1948 года удостоен звания Героя Социалистического Труда за «получение высокой продуктивности животноводства в 1947 году при выполнении колхозом обязательных поставок сельскохозяйственных продуктов и плана развития животноводства» с вручением ордена Ленина и золотой медали «Серп и Молот» (№ 2402).
В 1948 году участвовал в работе Республиканской сельскохозяйственной выставки и в 1954 году — во Всесоюзной выставке ВДНХ, где был награждён бронзовой медалью.
Трудился в колхозе до выхода на пенсию в 1957 году. Проживал в селе Веренка Ерейментауского района, где умер в январе 1984 года.
Награды
- Герой Социалистического Труда
- Орден Ленина
- Бронзовая медаль ВСХВ (1954)